# شب پل‌ها

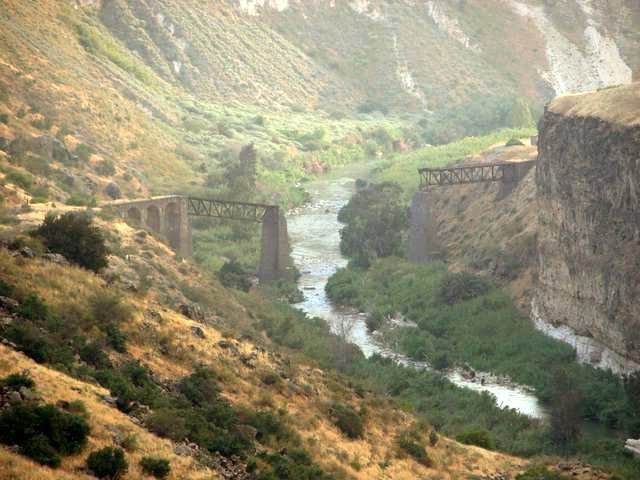
راه‌آهنِ پل روی رود یرموک که در این عملیات منهدم شد و تا امروز نیز تعمیر نشده‌است.

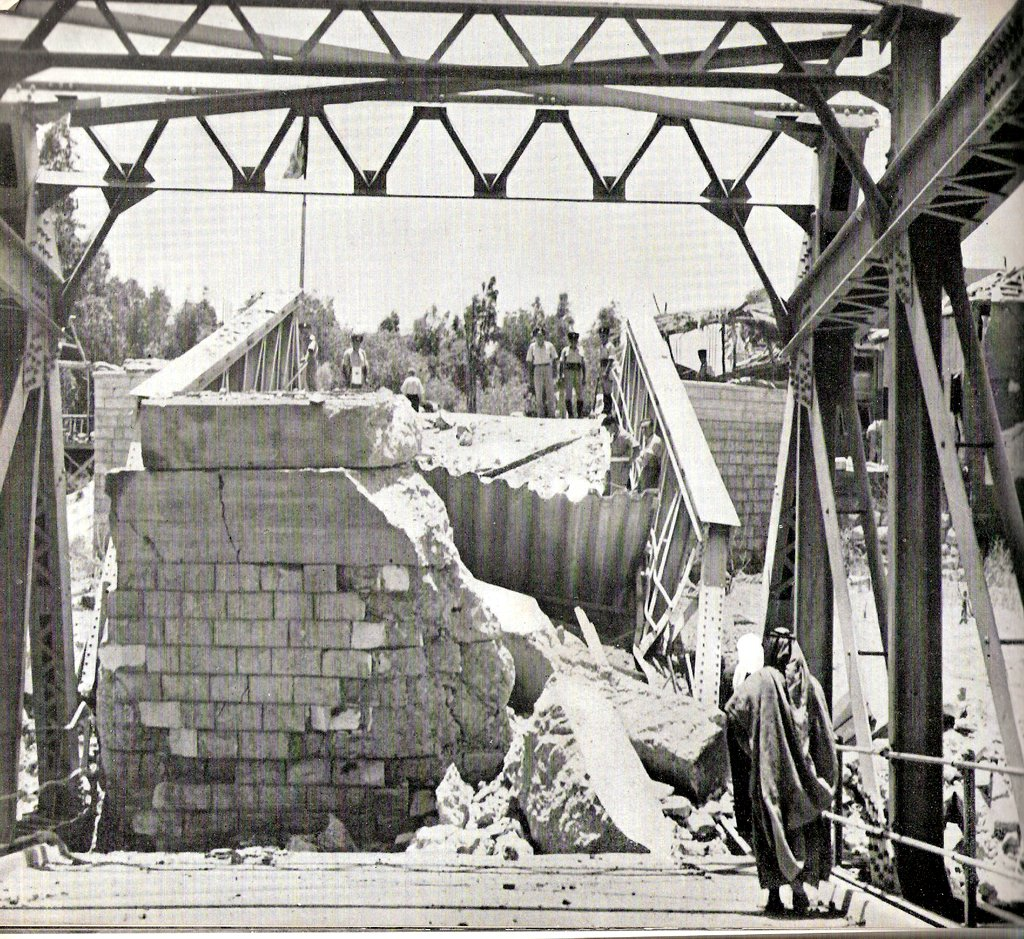
پل النبی بعد از انفجار (۱۹۴۶)

عملیات شب پل‌ها (با نام رسمی عملیات مارکولِت) نام یک عملیات بود که در شب ۱۶ام و ۱۷ام ژوئن سال ۱۹۴۶ در دوران قیمومیت بریتانیا بر فلسطین از سوی سازمان شبه‌نظامی هگانا و زیر مجموعه‌هایش جهت تخریب یازده پل ارتباطی بین فلسطین و کشورهای همسایه شامل لبنان بزرگ، سوریه، اردن و مصر که توسط ارتش بریتانیا استفاده می‌شد صورت گرفت. حمله به سه پل دیگر نیز در نظر گرفته شد اما عملیاتی نگردید.
همه‌ی عملیات‌ها به‌جز یک عملیات (که توسط پالماخ که شامل نیروهای زبده‌ی هگانا بود انجام شد) با موفقیت و بدون کشته یا زخمی اجرا گردیدند. از نیروهای پالماخ ۱۴ نفر کشته و ۵ نفر مجروح شدند.
برای پوشاندن عملیات‌های اصلی و ایجاد سردرگمی در نیروهای امنیتی بریتانیا، همزمان حدود پنجاه عملیات دیگر نیز در سرتاسر کشور انجام شد که به فرار نیروها پس از انجام عملیات‌های اصلی کمک کرد.

این عملیات جزئی از شورش نظامی یهودیان در فلسطین (۱۹۴۷-۱۹۴۴) به شمار می‌آید.

## اهداف
طراحان این عملیات بر کوچک بودن گستره‌ی تخریب آن و اینکه بازسازی پل‌ها فقط چند هفته طول خواهد کشید مطلع بودند. اهداف اصلی این عملیات مواردی نظیر نشان دادن توانایی هگانا برای عملیات در فلسطین حتی در مناطق بیابانی یا عرب‌نشین، شکستن اقتدار ارتش بریتانیا در فلسطین و اثبات توانایی آن برای ارتش‌های همسایه در صورت مواجهه نظامی در آینده بوده است.

### پل‌های هدف قرار گرفته
| پل            | نوع     | کشور مرتبط‌کننده | مختصات                                                           | جزئیات                                                                      |
| ------------- | ------- | --------------- | ---------------------------------------------------------------- | --------------------------------------------------------------------------- |
|               | جاده    | لبنان           | ۳۳°۱۷′۰″ شمالی ۳۵°۳۴′۵۲″ شرقی / ۳۳٫۲۸۳۳۳°شمالی ۳۵٫۵۸۱۱۱°شرقی     | پل نگهبان نداشت.                                                            |
|               | جاده    | لبنان           | ۳۳°۱۷′۱۴″ شمالی ۳۵°۳۳′۵۸″ شرقی / ۳۳٫۲۸۷۲۲°شمالی ۳۵٫۵۶۶۱۱°شرقی    | مخفیانه انجام گردید.                                                        |
|               | راه آهن | لبنان           | ۳۳°۰۳′۰۲″ شمالی ۳۵°۰۶′۱۱٫۵″ شرقی / ۳۳٫۰۵۰۵۶°شمالی ۳۵٫۱۰۳۱۹۴°شرقی | نیروها مشاهده شده و درگیری صورت گرفت. عملیات با ۱۴ کشته و ۵ زخمی شکست خورد. |
|               | جاده    | لبنان           | ۳۳°۰۳′۰۲″ شمالی ۳۵°۰۶′۱۵٫۵″ شرقی / ۳۳٫۰۵۰۵۶°شمالی ۳۵٫۱۰۴۳۰۶°شرقی | به دلیل شکست سنگین در پل مجاور، نیروها بازپس خوانده شدند.                   |
|               | جاده    | سوریه           | ۳۳°۰′۳۷″ شمالی ۳۵°۳۷′۴۲″ شرقی / ۳۳٫۰۱۰۲۸°شمالی ۳۵٫۶۲۸۳۳°شرقی     | مخفیانه انجام گردید.                                                        |
| روی رود یرموک | راه آهن | سوریه           | ۳۲°۴۰′۴۷″ شمالی ۳۵°۳۸′۵۸″ شرقی / ۳۲٫۶۷۹۷۲°شمالی ۳۵٫۶۴۹۴۴°شرقی    | پل بدون محافظ بود و بعد از آن تعمیر هم نشد.                                 |
|               | جاده    | اردن            | ۳۲°۲۹′۴۹″ شمالی ۳۵°۳۴′۳۲″ شرقی / ۳۲٫۴۹۶۹۴°شمالی ۳۵٫۵۷۵۵۶°شرقی    | مخفیانه انجام گردید.                                                        |
|               | جاده    | اردن            | ۳۲°۰۶′۱۰″ شمالی ۳۵°۳۲′۰۶″ شرقی / ۳۲٫۱۰۲۷۸°شمالی ۳۵٫۵۳۵۰۰°شرقی    | مخفیانه انجام گردید.                                                        |
|               | جاده    | اردن            | ۳۱°۵۲′۲۸″ شمالی ۳۵°۳۲′۲۶″ شرقی / ۳۱٫۸۷۴۴۴°شمالی ۳۵٫۵۴۰۵۶°شرقی    | نیروهای امنیتی متوجه شدند و عملیات با درگیری انجام گردید.                   |
|               | جاده    | مصر             | ۳۱°۲۷′۲۰″ شمالی ۳۴°۲۴′۵۳″ شرقی / ۳۱٫۴۵۵۵۶°شمالی ۳۴٫۴۱۴۷۲°شرقی    | نیروهای امنیتی متوجه شدند و عملیات با درگیری انجام گردید.                   |
|               | راه آهن | مصر             | ۳۱°۲۷′۲۷″ شمالی ۳۴°۲۴′۴۴″ شرقی / ۳۱٫۴۵۷۵۰°شمالی ۳۴٫۴۱۲۲۲°شرقی    | نیروهای امنیتی متوجه شدند و عملیات با درگیری انجام گردید.                   |